# Elaeagia arborea
Elaeagia arborea là một loài thực vật có hoa trong họ Thiến thảo. Loài này được D.A.Simpson mô tả khoa học đầu tiên năm 1982.